# Lee Sang-jin (Fußballspieler)
Lee Sang-jin (kor. 이상진; * 7. August 2000) ist ein südkoreanischer Fußballspieler.

## Karriere
Lee Sang-jin erlernte das Fußballspielen in der südkoreanischen Schulmannschaft der Eonnam High School der sowie in der Jugendmannschaft von FK Dukla Prag in der tschechischen Hauptstadt Prag. 2019 kehrte er nach Südkorea zurück. Hier unterschrieb er einen Vertrag beim Hwaseong FC. Mit dem Fußballfranchise aus Hwaseong spielte er in der vierten Liga. Im Februar 2020 ging er wieder nach Europa, wo er in Montenegro einen Vertrag beim FK Iskra Danilovgrad in Danilovgrad unterschrieb. Hier stand er bis Juli 2020 unter Vertrag. Vom 20. Juli 2020 bis 23. Oktober 2020 war er vertrags- und vereinslos. Ende Oktober 2020 nahm ihn der griechische Verein AEP Kozanis bis Saisonende unter Vertrag. Nach der Saison wurde sein Vertrag nicht verlängert. Bis Januar 2021 war er wieder vertrags- und vereinslos. Im Januar 2021 unterschrieb er einen Vertrag beim südkoreanischen Viertligisten Geoje Citizen FC in Geoje. Nach einer Saison, in der er 18 Viertligaspiele bestritt, wechselte er Anfang 2023 zum ebenfalls in der vierten Liga spielenden Yeoju FC. Im August 2023 zog es ihn nach Thailand, wo er einen Vertrag beim Zweitligisten Samut Prakan City FC unterschrieb. Sein Zweitligadebüt für den Verein aus Samut Prakan gab er am 11. August 2023 (1. Spieltag) im Auswärtsspiel gegen den Pattaya United FC. Bei dem 2:1-Auswärtserfolg wurde er in der 69. Minute für Panudech Maiwong eingewechselt. In der 76. Minute gab er die Vorlage zum 1:1-Ausgleich durch den Brasilianer Bianor. In seiner ersten Saison in Thailand bestritt er 31 Zweitligaspiele. Hierbei erzielte er drei Treffer. Nach einer Spielzeit wechselte er im Juli 2024 zum Erstligisten Khon Kaen United FC. Nach neun Ligaspielen wurde sein Vertrag nach der Hinrunde im Januar 2025 nicht verlängert.